# Prociphilus fraxinifolii
Prociphilus fraxinifolii är en insektsart som först beskrevs av Riley, C.V. 1879.  Prociphilus fraxinifolii ingår i släktet Prociphilus och familjen långrörsbladlöss. Inga underarter finns listade i Catalogue of Life.